# Yawd Serk

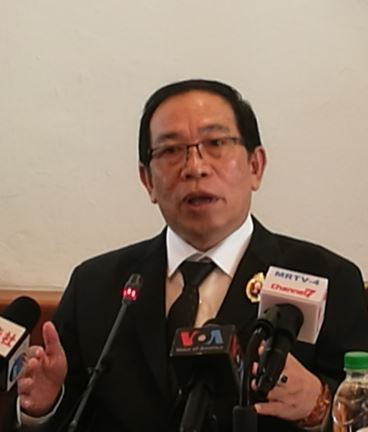
Yawd Serk während einer Pressekonferenz 2017

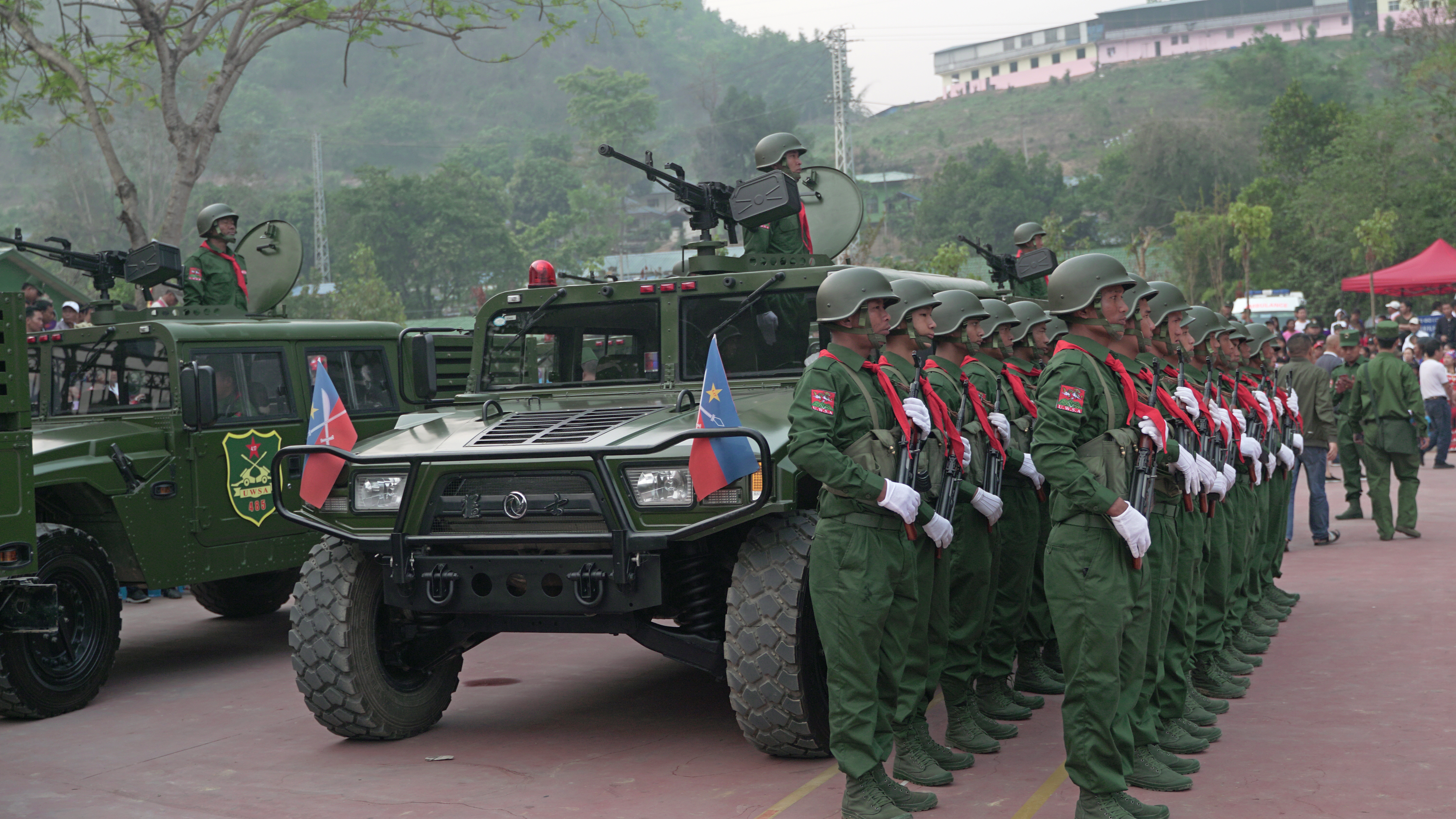
Fast alle Minderheiten besitzen eigene Armeen in Myanmar. 2023 betrug die Anzahl der Kämpfer der Minderheiten 150.000 Mann. Die Truppen der Regierung wurden auf 200.000 Mann geschätzt. Im Bild: Kämpfer der United Wa State Army.

Yawd Serk Shan (ယွတ်ႈသိုၵ်း, Birmanische Schrift ယွက်စစ် * 1959 in Rangun) ist ein Politiker und Oberbefehlshaber in Myanmar aus der ethnischen Minderheit der Shan. Er ist Vorsitzender des Restoration Council of Shan State und Befehlshaber der Shan State Army-South. Yawd Serk startete seine Militärkarriere als Offizier bei der Muang Tai Army unter dem Kommando von Khun Sa. Nach verlustreichen Gefechten gegen die Zentralregierung und gegen andere Rebellenarmeen, wie die United Wa State Army (kurz USWA) gab Khun Sa im Dezember 1995 den bewaffneten Kampf auf und schloss einen Kompromiss mit der Zentralregierung. Die Entscheidung wurde auch durch eine Rebellion von Teilen seiner Truppen am 7. Juli 1995 herbeigeführt. 8000 Soldaten forderten Waffenstillstandsverhandlungen mit der Regierung. Yawd Serk war mit der Niederlegung der Waffen nicht einverstanden. Am 27. Januar 1996 führte Oberst Yawd Serk eine etwa 300 Mann starke Truppe der Muang Tai Army von Muang Tha, gegenüber von Baan Piang Luang, nach Wiang Haeng in der thailändischen Provinz Chiang Mai. Diese Gruppe gründete am 1. Januar 1998 die Shan State Army-South kurz SSA-S. 1996 gründete er eine politische Bewegung, das Restoration Council of Shan State, kurz RCSS. Offiziell kündigte Yawd Serk 2014 seinen Rücktritt von beiden Positionen an, nachdem die RCSS ein nationales Waffenstillstandsabkommen für die SSA-S mit der gewählten Zivilregierung unterzeichnet hatte. Bereits 2011 hatte die RCSS einen Waffenstillstand mit der damaligen Militärregierung geschlossen. Seit 2020 scheint er aber beide Positionen wieder auszufüllen. So nahm er am 20. Juli 2022 als Vorsitzender der RCSS an einem Treffen mit der Militärregierung des Landes teil. Bereits am 20. August 2020 nahm er als Vorsitzender des RCSS an der Konferenz „Union Peace Conference – 21st Century Panglong“ teil und hielt die Eröffnungsrede. Im März 2021 hatte Yawd Serk verkündet, dass er Demonstranten gegen die neue Militärregierung beschützen würde. Am 23. August 2023 kündigte er aber an, dass die RCSS sich an den nationalen Waffenstillstand halten und die Militärregierung nicht bekämpfen werde.
Die im Februar 2021 eingesetzte Militärregierung stand vor einem Dilemma. Die meisten Unterzeichner des nationalen Waffenstillstands 2015 wie die Arakan Army, Karen National Liberation Army und die Kachin Independent Army nahmen ihren bewaffneten Kampf für mehr Autonomie wieder auf. Dabei verbündeten sie sich mit der Opposition der ethnischen Burmesen, indem sie mit den People’s Defence Forces gemeinsame Einheiten bildeten und Einheiten der Militärregierung angriffen. Yawd Serk nutzte dies Situation aus, um Unterstützung für die Sache der RCSS zu gewinnen. Sein Ziel war es, Gebiete im Shan State zurückzugewinnen, die er in den Jahren davor an die Shan State Army-North (Kurz SSA-N) verloren hatte. Aber das Risiko war groß für die Militärregierung. Die SSA-N ist mit der UWSA verbündet, die den Waffenstillstandsvertrag nicht unterschrieben hatte, aber seit 1989 auch keine bewaffneten Aktionen gegen die Zentralregierung durchführte. Die ethnische Minderheit der Wa konnte in der Verfassung von 2008 erreichen, eine eigene Spezial Administrative Region zu erhalten, also de facto einen eigenen Staat (siehe Wa-Staat). Eine zu offene Unterstützung für Yawd Serk durch die Militärregierung könnte ein Eingreifen der UWSA bedeuten, welche die Gebiete der SSA-N als Pufferzone zwischen der UWSA und der Zentralregierung betrachtet. Die UWSA ist die mit Abstand stärkste und bestausgerüstete Minderheitenarmee im Land und wird von China unterstützt.